# Прага 7
Прага 7 (чеш. Městská čast Praha 7) — один из административных районов города Прага, Чехия. Расположен в петле русла р. Влтава, недалеко от центра города. Площадь 7,10 км² (один из самых маленьких районов столицы), население — 40 843 (2006). Образован в 1949-1960 годах, когда в его состав также вошли районы: Летна (Letná), Голешовице-Бубны (Holešovice-Bubny), Бубенеч (Bubeneč), Троя (Troja), а также небольшая часть коммуны Либень (Libeň). Значительную часть Праги-7 занимают парки. Среди них Стромовка — считается наиболее красивым парком столицы; не менее известны Тройский парк, а также прилегающий к парку Тройский замок; здесь же расположены Пражский зоопарк и Пражский ботанический сад.

## Руководство
7 ноября 2022 года старостой Праги 7 на третий срок был избран Ян Чижинский.